# Gabrielle Jennings

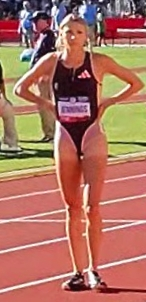
Gabrielle Jennings (2024)

Gabrielle Jennings (* 15. September 1998) ist eine US-amerikanische Leichtathletin, die sich auf den Hindernislauf spezialisiert hat.

## Sportliche Laufbahn
Gabrielle Jennings wuchs in Slidell, Louisiana auf und absolvierte bis 2021 ein Studium an der Furman University. Erste internationale Erfahrungen sammelte sie im Jahr 2019, als sie bei den U23-NACAC-Meisterschaften in Santiago de Querétaro in 10:47,35 min die Silbermedaille über 3000 m Hindernis hinter ihrer Landsfrau Hannah Steelman gewann. 2022 siegte sie dann in 9:34,36 min bei den NACAC-Meisterschaften in Freeport.

## Persönliche Bestleistungen
- 800 Meter: 2:01,00 min, 21. August 2024 in Watford
- 1500 Meter: 4:08,63 min, 29. Juli 2022 in Memphis
- 3000 Meter: 8:49,64 min, 9. Februar 2024 in Boston
- 3000 m Hindernis: 9:07,70 min, 30. August 2024 in Rom